# Jo Marie Payton
Jo Marie Payton, född 3 augusti 1950 i Carol City i Miami, Florida, är en amerikansk skådespelerska och sångerska. Hon är bland annat känd som karaktären "Harriette Winslow" i komediserien Räkna med bråk.